# Equation Group
Equation Group — одна из самых мощных группировок развитой устойчивой угрозы, действующая, по меньшей мере, с 2001 года. Группа была обнаружена российской фирмой Лаборатория Касперского в ходе расследования деятельности группы Regin.
Лаборатория Касперского выбрала именно такое название обнаруженной группировке из-за методического использования алгоритмов шифрования с определёнными особенностями реализации в использованных ею образцах вредоносного программного обеспечения.
Несмотря на отсутствие прямых доказательств, учитывая некоторые совпадения между использованным этими группировками программного обеспечения и известными образцами Stuxnet и Gauss, группировку Equation связывают с правительственными структурами Соединенных Штатов Америки, а именно — с Агентством национальной безопасности.
По состоянию на 2015 год Лаборатория Касперского обнаружила около 500 пораженных группировкой компьютерных систем в 42 странах. Выявить истинное количество жертв сложно, поскольку использованное группировкой вредоносное ПО может самоуничтожаться. Жертвы группировки находились на то время в основном в таких странах, как Иран, Россия, Пакистан, Афганистан, Индия, Сирия и Мали.

## Взлом
13 августа 2016 года неизвестная прежде группировка, назвавшая себя The Shadow Brokers, разместила в репозитории GitHub, на сайте PasteBin, а также в социальных сетях Twitter и Tumblr сообщения об успешном взломе информационных систем и похищении данных группировки Equation Group. Часть похищенных файлов была выложена в открытый доступ, а часть новоявленная группа выставила на аукцион с начальной ставкой 1 млн биткойнов (около 568 млн $). Среди выложенных в открытый доступ файлов находились скрипты для установки и настройки серверов управления вредоносным ПО, а также инструменты для атаки на отдельные сетевые маршрутизаторы и экраны. Названия некоторых из этих инструментов совпадают с инструментами, упомянутыми в документах, похищенных Эдвардом Сноуденом.